# Rhinophis drummondhayi
Espèce
Statut de conservation UICN

 NT  : Quasi menacé
Rhinophis drummondhayi est une espèce de serpents de la famille des Uropeltidae. 

## Répartition
Cette espèce est endémique des provinces d'Uva et du Centre au Sri Lanka. Elle se rencontre entre 1 100 et 1 400 m d'altitude.

## Description
Rhinophis drummondhayi mesure environ 30 cm. Cette espèce présente une coloration générale brun sombre. Elle s'alimente notamment de vers de terre. C'est un serpent vivipare, la femelle donnant naissant entre deux et cinq jeunes par portée.

## Étymologie
Cette espèce est nommée en l'honneur de Henry Maurice Drummond-Hay qui avait collecté les spécimens étudiés.

## Publication originale
- Wall, 1921 : Ophidia Taprobanica or the Snakes of Ceylon. Colombo Museum, p. 1-581 (texte intégral).